# M3 (Russland)
Die M3 (Ukraina) ist eine Fernstraße in Russland. Sie ist Teil der Europastraße 101 und 391.
Die M3 führt vom Moskauer Autobahnring am Moskauer Flughafen Wnukowo vorbei, über Naro-Fominsk in die Oblast Kaluga. Von hier verläuft sie weiter über Obninsk, vorbei an Kaluga, Brjansk und Lokot bis zur ukrainischen Grenze bei Chomutowka. Bis hierhin ist die M3 etwa 515 km lang. Die M3 ist in der Region Oblast Kaluga 70 km lang als Schnellstraße ausgebaut und mautpflichtig. Der zuständige Betreiber für die mautpflichtige Schnellstraße ist Awtodor.
Zur Zeit der Sowjetunion führte die M3 in der Ukrainischen Sowjetrepublik weiter vorbei an Konotop und Nischyn nach Kipti, 92 km nördlich von Kiew. Der ukrainische Abschnitt trägt heute die Nummer M 02. Bei Kipti traf die M3 auf die damalige M20, heute ukrainische M 01. Sie verband somit Moskau und die Hauptstadt der Ukrainischen SSR.

## Flugunfall
Am 29. Dezember 2012 kam es auf dem benachbarten Flughafen Moskau-Wnukowo zu einem folgenschweren Unfall.
Eine Tupolew Tu-204-100 mit Luftfahrzeugkennzeichen RA-64047 war vom Flughafen Pardubice in Tschechien um 11:10 Uhr Ortszeit gestartet. Bei der Landung in Wnukowo auf der Landebahn 19 um 16:33 Uhr Ortszeit kam die Maschine nicht zum Stehen, geriet mit hoher Geschwindigkeit über die Landebahn hinaus und prallte gegen den Damm der angrenzenden M3. Dabei brach das Flugzeug in drei Teile und Wrackteile beschädigten auf der M3 vorbeifahrende PKW. Ein Video der in einem der PKW installierten Fahrzeugkamera, das bei YouTube veröffentlicht wurde, zeigt den Aufprall. Bei dem Unfall wurden der Pilot, der Copilot, der Flugingenieur sowie eine Flugbegleiterin getötet. Eine weitere Flugbegleiterin starb einen Tag später infolge ihrer Verletzungen. Drei weitere Insassen wurden zum Teil schwer verletzt.

## Galerie

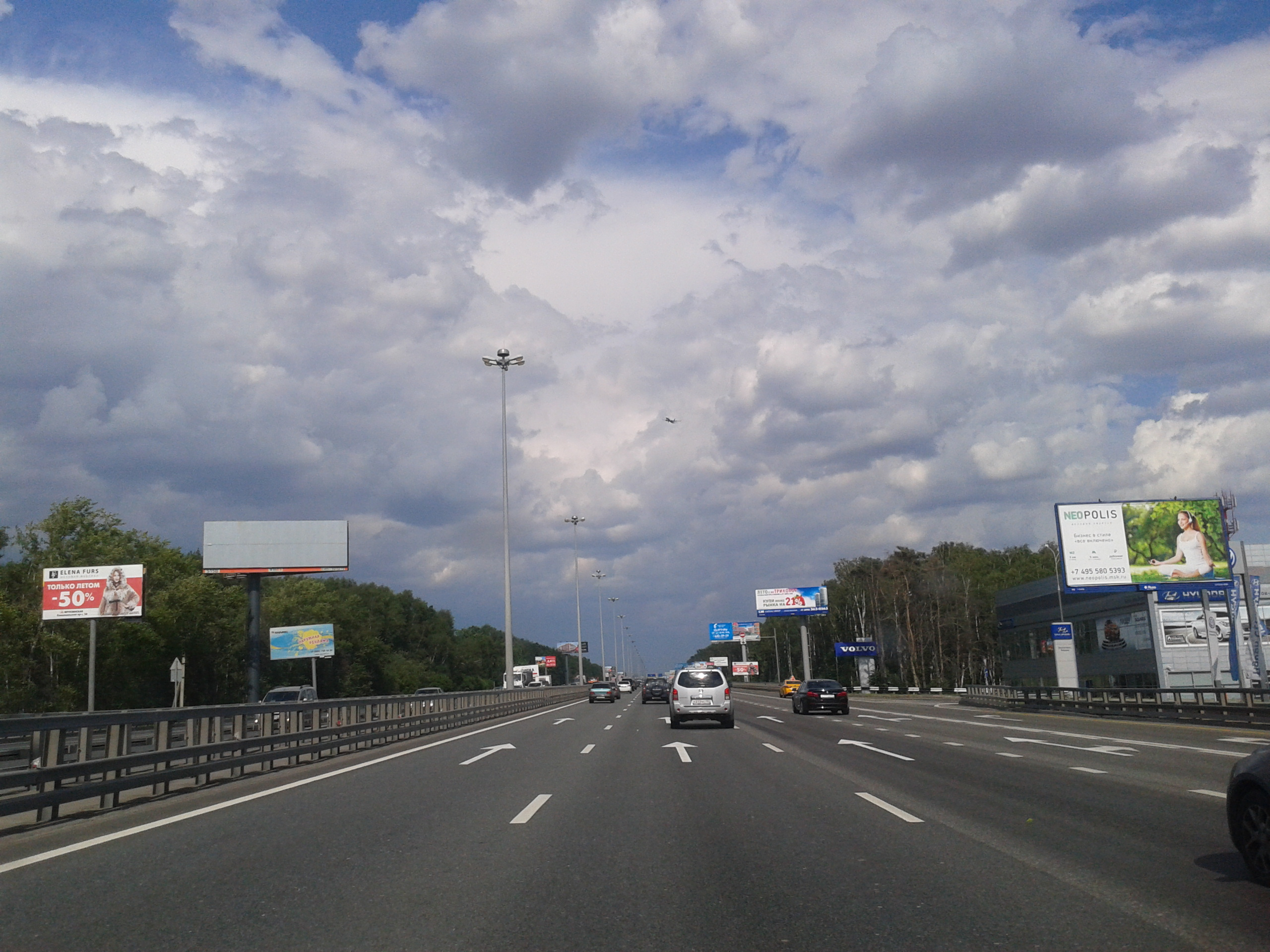
Die M3 Richtung Moskau
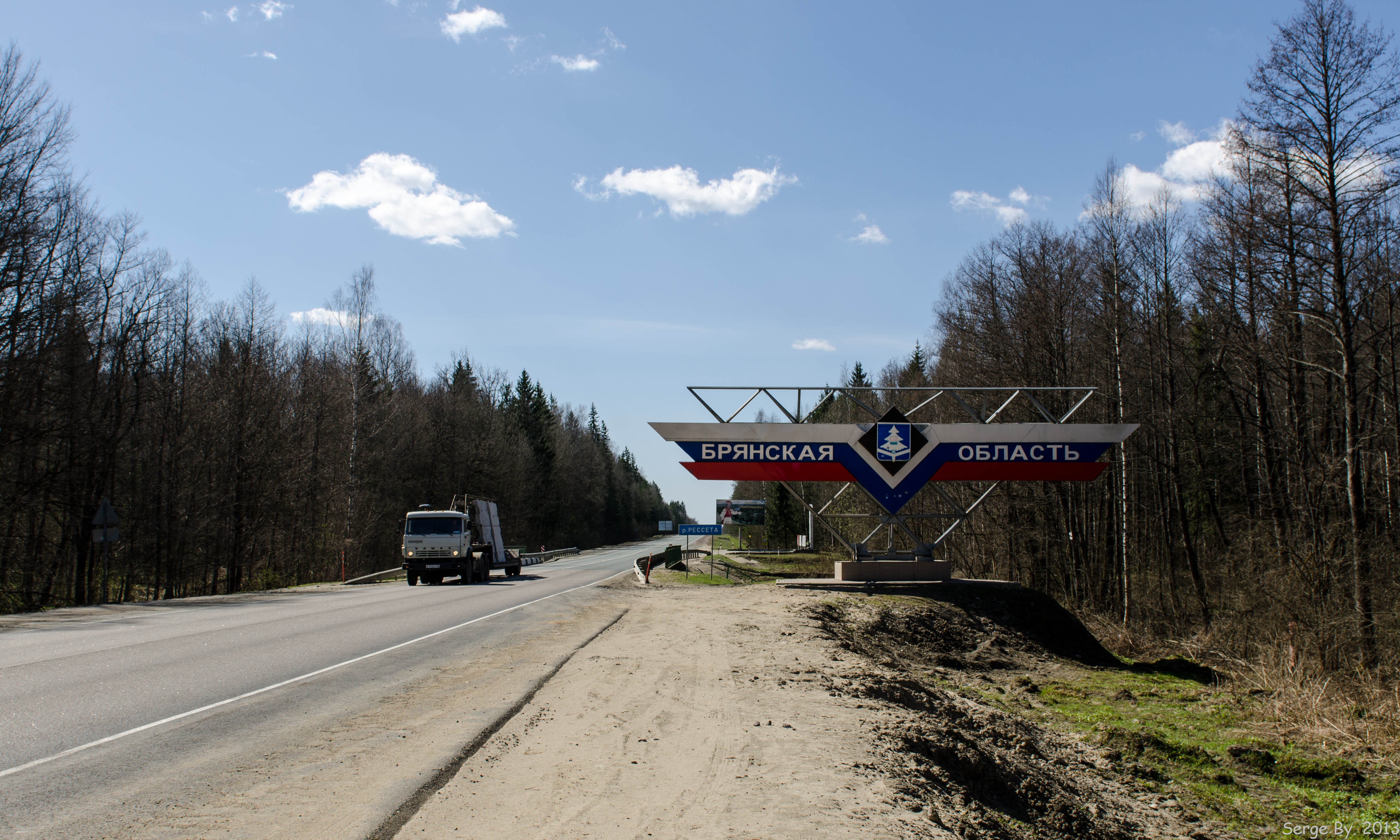
Grenze der Oblaste Kaluga & Brjansk (2013)
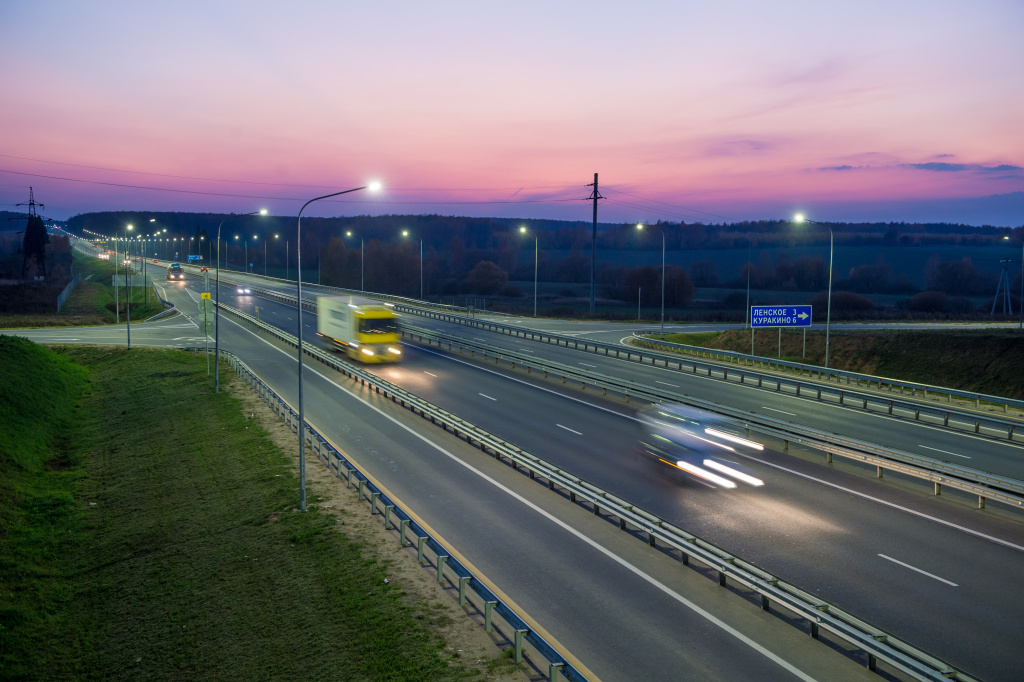
Die M3 in der Oblast Kaluga